# Belowescher Vereinbarungen

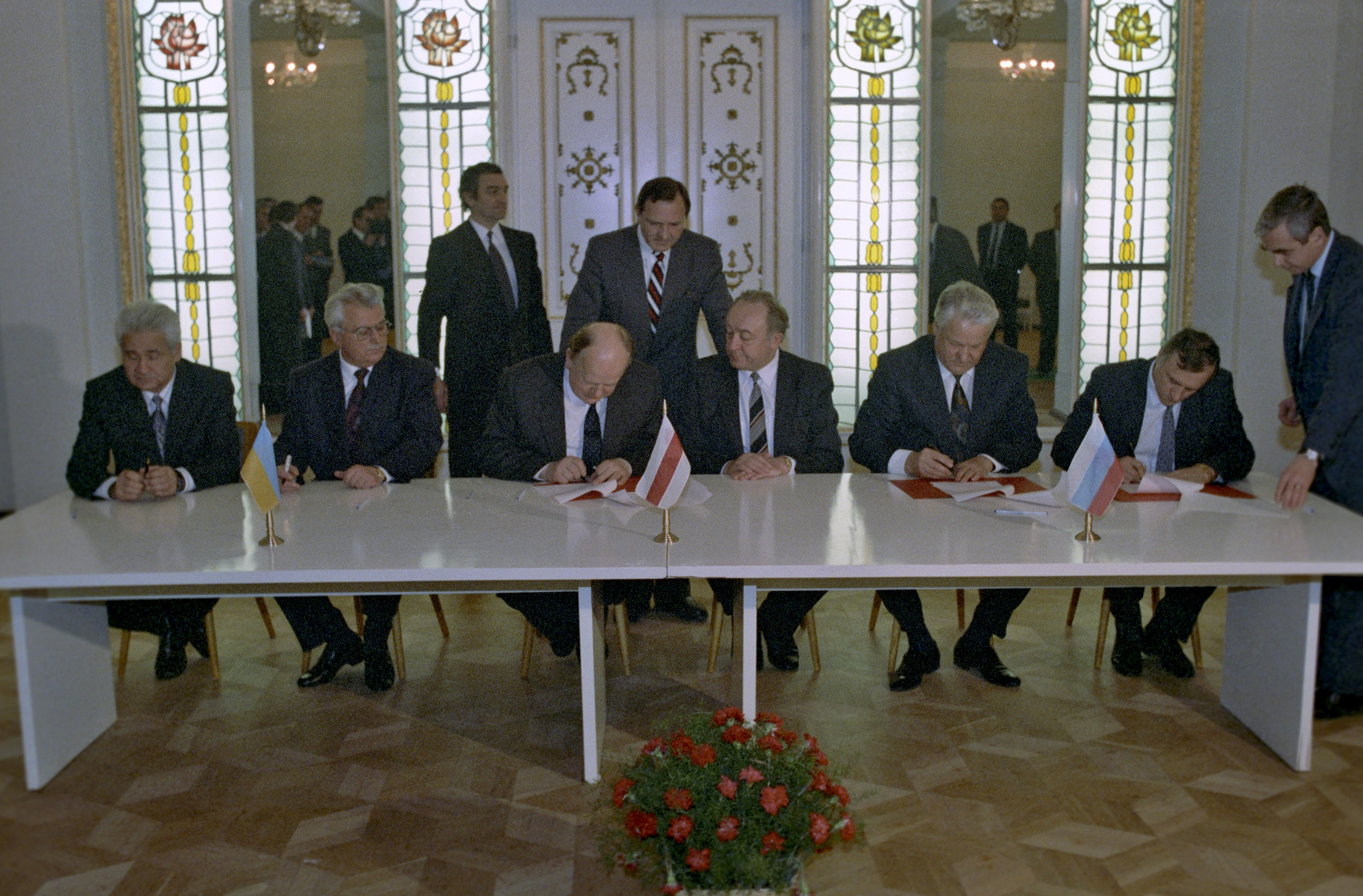
Unterzeichnung der Belowescher Vereinbarungen

Die Belowescher Vereinbarungen (russisch Беловежские соглашения, belarussisch Белавежскія пагадненні, ukrainisch Біловезькі угоди) sind das am 8. Dezember 1991 bei Wiskuli in der Belowescher Heide unter anderen durch die Staatschefs Stanislaw Schuschkewitsch für Belarus, Boris Jelzin für Russland und Leonid Krawtschuk für die Ukraine unterzeichnete Gründungsdokument der Gemeinschaft Unabhängiger Staaten (GUS), in dem zugleich festgestellt wurde, dass die Sowjetunion „ihre Existenz beendet“ habe. Sie sind ein entscheidender Schritt im Prozess der Auflösung der Sowjetunion gewesen.
Ihr Inhalt wurde am 21. Dezember 1991 in der Erklärung von Alma-Ata von den Vertretern der Erstunterzeichnerstaaten sowie Vertretern von Armenien, Aserbaidschan, Kasachstan, Kirgisistan, Republik Moldau, Tadschikistan, Turkmenistan und Usbekistan bestätigt.

## Andere Bezeichnungen
Synonyme sind Belowescher Vereinbarung, Belowescher Abkommen, Abkommen von Belowesch, Beloweschje-Abkommen, Vertrag von Minsk oder Vereinbarungen von Beloweschskaja Puschtscha.

## Unmittelbare Vorgeschichte
Im Verlauf der multiplen – politischen, wirtschaftlichen und gesellschaftlichen – Krise des Jahres 1991 verschärften sich in der Sowjetunion die Spannungen zwischen den Anhängern des Fortbestehens einer – eventuell auf neue vertragliche Grundlagen gestellten – (Sowjet-)Union und den Anhängern neuer, voneinander unabhängiger Staaten. Diese Spannungen gingen mit einem stetigen Machtverlust des erst im März 1990 zum Präsidenten der UdSSR gewählten Michail Gorbatschow und einem Machtzuwachs des ebenfalls erst im Mai 1990 zum Präsidenten der RSFSR gewählten Boris Jelzin einher. Parallel dazu verschlechterten sich die persönlichen Beziehungen zwischen Gorbatschow und Jelzin.
Nach dem gescheiterten Augustputsch in Moskau (19. bis 21. August 1991) erklärten zwischen dem 24. August (Ukraine) und dem 27. Oktober 1991 (Aserbaidschan) weitere acht der noch verbliebenen Sowjetrepubliken sowie Südossetien (28. November 1991) und Bergkarabach ihre Unabhängigkeit. Litauen und Georgien hatten sich bereits im März 1990 bzw. April 1991 für unabhängig erklärt; die zuvor provisorischen Unabhängigkeitserklärungen Estlands und Lettlands traten während des Augustputsches am 20. bzw. 21. August 1991 in Kraft. In der Folge wurden diese Erklärungen jeweils in Referenden bestätigt; von besonderer Bedeutung war dabei das Referendum vom 1. Dezember 1991 in der Ukraine, in dem 90 % der Abstimmungsberechtigten für die staatliche Unabhängigkeit stimmten.
Demgegenüber versuchten die Anhänger einer Union, allen voran Präsident Gorbatschow, die Sowjetunion auf der Grundlage eines erneuerten Unionsvertrages zu erhalten. Noch am 17. März 1991 hatten sich in einem unionsweiten Referendum (ohne Litauen, Lettland, Estland, Moldawien, Armenien und Georgien) 76,4 % der Abstimmungsberechtigten für den Erhalt der Union auf einer erneuerten vertraglichen Grundlage ausgesprochen. Auch war noch am 23. April 1991 in der „Gemeinsamen Erklärung von Nowo-Ogarjowo über den Fortbestand der Sowjetunion“ („9+1-Abkommen“) eine „Union Souveräner Staaten“ zwischen Russland, der Ukraine, Belarus, Kasachstan, Usbekistan, Kirgisien, Tadschikistan, Turkmenistan und Aserbaidschan grundsätzlich vereinbart und seither (aus-)verhandelt worden, allerdings offiziell, um die Sowjetunion umzugestalten anstatt sie zu liquidieren. Der Vertragsschluss war auf den 20. August 1991 anberaumt worden.

## Vorbereitung eines Treffens Jelzins, Krawtschuks und Schuschkewitschs
In dieser Lage setzte sich im Verbund mit den ökonomischen und politischen Radikalreformern Jelzin für die staatliche Unabhängigkeit Russlands und die auch formale Auflösung der UdSSR ein. Als Krawtschuk sich schließlich weigerte, mit Gorbatschow in Nowo-Ogarjowo weiter über eine neue vertragliche Grundlage einer Union zu verhandeln, vereinbarten Schuschkewitsch, Jelzin und Krawtschuk – wohl auf Initiative Schuschkewitschs – Anfang Dezember 1991 ein Treffen in einer sowjetischen Staatsdatscha in der Belowescher Heide südlich von Wiskuli. Den abgelegenen Konferenzort, der nur ca. acht Kilometer von der polnischen Grenze entfernt liegt und über einen ca. 35 Kilometer in östlicher Richtung liegenden Militärflughafen bei Pruschany und die Staatsstraße P 81 leicht zu erreichen war, wählten die Beteiligten angeblich aus Furcht vor einem Angriff durch sowjetische Hardliner oder durch im Auftrag von Gorbatschow handelnde Spezialeinheiten des KGB.
Gegenstand der Gespräche sollte eine „einigermaßen geordnete Abwicklung“ der Union sein.

## Verhandlungen

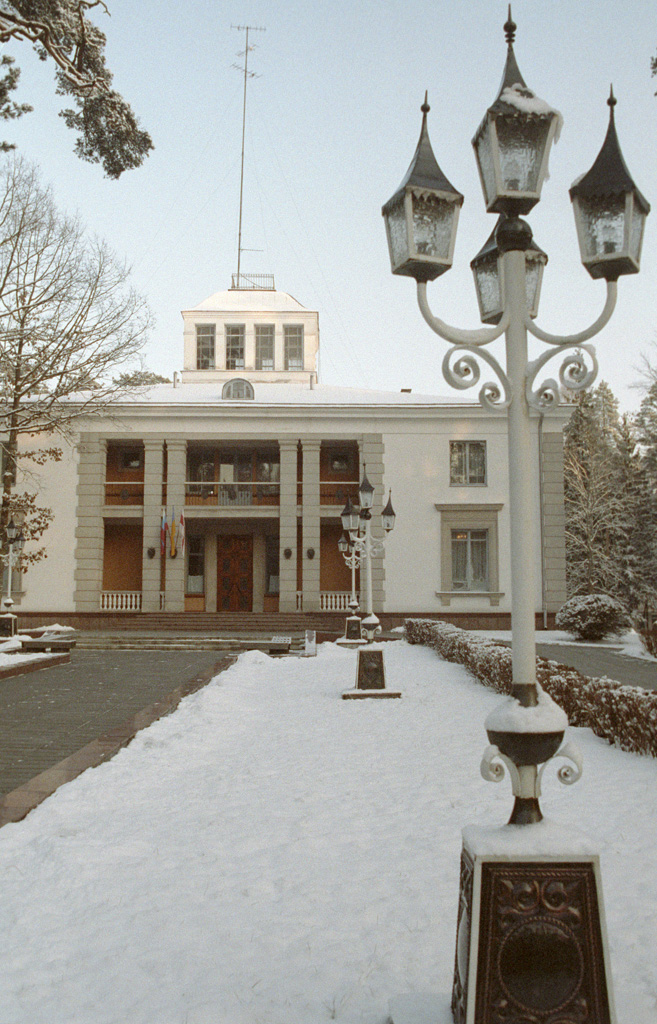
Regierungsdatscha (1991)

Am 7. Dezember 1991 trafen Jelzin und Krawtschuk in der zuvor für die Aufnahme der mehr als 100 Teilnehmer provisorisch hergerichteten Staatsdatscha ein; der Hausherr Schuschkewitsch sei bereits anwesend gewesen. Begleitet wurden die drei Politiker von ihren Stäben und einigen wenigen Journalisten, jedoch keinem Büropersonal. Das Treffen habe nach Angaben Jelzins „unter größter Geheimhaltung“ beziehungsweise „einer Atmosphäre der Geheimhaltung“ stattgefunden.
Mit der Erstellung eines Entwurfs für einen Vertrag über die Gründung der GUS habe man noch am Abend des 7. Dezembers 1991 begonnen. Auf russischer Seite seien damit Gennadi Burbulis, der Wirtschaftsminister und stellvertretende Ministerpräsident der RSFSR Jegor Gaidar, der „junge brillante Jurist“ Sergei Schachrai, Andrei Kosyrew und Viktor W. Iljuschin beauftragt worden. Gegen vier Uhr früh am 8. Dezember 1991 (einem Sonntag) habe der Entwurf handschriftlich vorgelegen. Danach sei eine maschinenschriftliche Fassung von der eilig herbeigerufenen Sekretärin des Nationalparkdirektors erstellt worden. Diese sei den Chefs sodann zum Frühstück vorgelegt worden. Die anberaumte Pressekonferenz habe jedoch wegen der starken Trunkenheit Jelzins – Jelzin habe auf jeden der 14 Artikel ein Glas Wodka getrunken – auf 14 Uhr verlegt werden müssen. Um 14.17 Uhr seien die Unterschriften erfolgt. Danach habe es ein Festessen gegeben, bei dem Jelzin erneut stark dem Alkohol zugesprochen habe; deshalb habe die für 17 Uhr am 8. Dezember 1991 anberaumte zweite Pressekonferenz auf 2 Uhr am 9. Dezember 1991 verschoben werden müssen. Dann sei erneut ein Bankett gefolgt und Jelzin habe sich übergeben müssen.

## Inhalt der Vereinbarungen
Das Abkommen enthält unter der Überschrift „Vereinbarungen über die Gründung der Gemeinschaft Unabhängiger Staaten“ nach einer Präambel insgesamt 14 Artikel und eine Schlussformel sowie die Unterschriften von sechs Funktionsträgern.
In der Präambel wird ausgeführt, dass „die Republik Belarus, die Russische Föderation (RSFSR) und die Ukraine“ als Gründungsstaaten der UdSSR und Unterzeichner des Unionsvertrags von 1922 feststellen, dass „die UdSSR als völkerrechtliches Subjekt sowie als geopolitische Realität … ihre Existenz beendet“ (im Präsens). Mit Artikel 1 wird sodann die GUS gegründet. In den Artikeln 2 bis 5 werden die Rechte und Freiheiten der Bürger der vertragschließenden Parteien geregelt sowie die gegenseitige territoriale Integrität garantiert. Artikel 6 regelte militärische sowie Sicherheits- und Abrüstungsfragen, Artikel 7 die Zusammenarbeit der Vertragsparteien auf verschiedenen Gebieten (z. B. im Transportwesen, beim Kampf gegen die Organisierte Kriminalität sowie in Migrationsfragen). Mit Artikel 8 erkannten die Parteien die Nuklearkatastrophe von Tschernobyl als globale Katastrophe an. In Artikel 9 wurde ein Auslegungsmechanismus für Streitfragen bei der Anwendung der Vereinbarungen, in Artikel 10 das Recht auf Aussetzung der Vereinbarungen oder einzelner ihrer Artikel mit Jahresfrist vereinbart. In den Artikeln 11 und 12 stellten die Parteien die Nichtmehranwendbarkeit des Rechts dritter Staaten, „u. a. der früheren UdSSR“, fest und bekannten sich zur Erfüllung aller internationalen (auch finanziellen) Verpflichtungen der „früheren UdSSR“. Artikel 13 regelte, dass die vorliegenden Vereinbarungen keine Verpflichtungen der Vertragspartner im Hinblick auf Drittstaaten betreffen und sich alle Staaten der ehemaligen Sowjetunion sowie andere Staaten, die die Ziele und Prinzipien der vorliegenden Vereinbarungen anerkennen, sich dieser Vereinbarung anschließen können. Schließlich legte Artikel 14 Minsk als Sitz der gemeinsamen Einrichtungen der GUS fest. Die Schlussformel enthielt die Festlegung, dass die Vereinbarungen am 8. Dezember 1991 in Minsk in drei gleichberechtigten Sprachversionen – belarussisch, russisch und ukrainisch – ausgefertigt worden seien.
Unterzeichner waren
für die Weißrussische Sozialistische Sowjetrepublik (BSSR)
- Stanislau Schuschkewitsch, Vorsitzender des Obersten Rats der BSSR und

- Wjatschaslau Kebitsch, Vorsitzender des Ministerrats der BSSR,

für die Russische Sozialistische Föderative Sowjetrepublik (RSFSR)
- Boris Jelzin, Präsident der RSFSR und

- Gennadi Burbulis, Stellvertretender Vorsitzender der Gesetzgebenden Versammlung der RSFSR, sowie

für die Ukrainische Sozialistische Sowjetrepublik (USSR)
- Leonid Krawtschuk, Präsident der USSR und

- Witold Fokin, Ministerpräsident der USSR.

Unmittelbar nach der Unterzeichnung habe Jelzin nach übereinstimmenden Berichten UdSSR-Verteidigungsminister Schaposchnikow sowie den Präsidenten der Vereinigten Staaten von Amerika, George H.W. Bush, telefonisch von dem Abkommen unterrichtet. Schaposchnikow habe er das Amt des Oberbefehlshabers der künftigen GUS-Streitkräfte angeboten, Bush habe er die Gründung der GUS und die Auflösung der UdSSR mitgeteilt. Dabei habe Jelzin betont, dass „Gorbatschow dieses Ereignis noch nicht kennt“ und das Telefonat mit Bush wie folgt eingeleitet und beendet:
„Heute fand ein sehr wichtiges Ereignis statt, und ich möchte Sie darüber persönlich informieren, bevor Sie es aus den Zeitungen erfahren.“ (…)
„Verehrter George, ich mache jetzt Schluss. Das ist außerordentlich, außerordentlich wichtig. Angesichts der zwischen uns bestehenden Verbundenheit wollte ich mit diesem Anruf nicht einmal zehn Minuten warten.“
Gorbatschow seien die Inhalte der Vereinbarung erst am nächsten Tag durch Schuschkewitsch fernmündlich mitgeteilt worden. Gorbatschow sei jedoch wahrscheinlich bereits durch das KGB über die Gespräche unterrichtet gewesen, da die Staatsdatscha in Wiskuli mit Abhörtechnik ausgestattet gewesen sei. Auf die wohl noch immer gegebene Möglichkeit, die Verschwörer verhaften zu lassen, habe Gorbatschow verzichtet, um ein Blutvergießen zu vermeiden.

## Unmittelbare Nachgeschichte
Am 10. Dezember 1991 ratifizierte der Oberste Sowjet der UdSSR, am 12. Dezember der Oberste Sowjet der RSFSR die Belowescher Vereinbarungen. Gleichzeitig löste Russland den Unionsvertrag von 1922 auf.
Am 12. Dezember 1991 erklärte das Komitee für Verfassungsaufsicht der UdSSR, dass die Deklaration der drei Staatsoberhäupter keine Rechtskraft besäße, da aufgrund des Prinzips der Gleichberechtigung der Unionsrepubliken die drei beteiligten Unionsrepubliken nicht befugt gewesen seien, allein über Fragen zu entscheiden, die auch die Rechte und Interessen anderer Unionsrepubliken berühren.
Jelzin wollte auch Kasachstan als Mitglied der GUS gewinnen, weil dort sechs Millionen Russen lebten, während er die bisher stark subventionierten zentralasiatischen Sowjetrepubliken nicht aufnehmen wollte. Nursultan Nasarbajew, Präsident der Kasachischen SSR, sagte Jelzin eine Teilnahme unter der Bedingung zu, nur zusammen mit den zentralasiatischen Sowjetrepubliken beizutreten und dass die Vereinbarungen in Alma-Ata nochmals neu verhandelt und unterschrieben werden würden. Am 21. Dezember 1991 bestätigten Schuschkewitsch, Jelzin und Krawtschuk sowie die Führer von noch acht verbliebenen Unionsrepubliken der Sowjetunion, namentlich Armenien, Aserbaidschan, Kasachstan, Kirgisistan, Moldawien, Tadschikistan, Turkmenistan und Usbekistan, den Inhalt der Belowescher Vereinbarungen in der Erklärung von Alma-Ata und traten der GUS bei.
Am 25. Dezember 1991 beschloss der Oberste Sowjet der RSFSR das unmittelbar in Kraft tretende Gesetz zur Umbenennung der RSFSR in „Russische Föderation“.

## Bedeutung
Die Belowescher Vereinbarungen sind ein Abkommen von weltgeschichtlicher Bedeutung. Sie setzten den „faktischen Endpunkt unter die Existenz der UdSSR“ und waren die Initialzündung für die unmittelbar darauffolgende Abwicklung der UdSSR fast genau 69 Jahre nach ihrer Gründung am 30. Dezember 1922. Am 21. Dezember 1991 traten acht noch verbliebene Unionsrepubliken in der weitgehend inhaltsgleichen Alma-Ata-Erklärung der GUS bei. Am 25. Dezember 1991 trat Gorbatschow als Präsident der UdSSR zurück und am 26. Dezember 1991 wurde die UdSSR völkerrechtlich aufgelöst.
Mit der Gründung der GUS und der darin angelegten Abkehr von der Sowjetunion verbunden war die Entmachtung der KPdSU als das, „was die Sowjetunion – in ihrem Selbstverständnis und dem ihrer Gegner – über Jahrzehnte ausgemacht hatte“. Die kommunistische Partei verlor ihr Machtmonopol und ihren Führungsanspruch; „In weiten Teilen des Landes war ihr jegliche Aktivität verboten, ihr Vermögen wurde beschlagnahmt und treuhänderischer Verwaltung unterstellt. Mit ihr hatte auch der Marxismus-Leninismus als Staatsideologie ausgedient.“

## Bewertung
In staatsrechtlicher Hinsicht besteht weitgehend Einigkeit darüber, dass die handelnden Amtsträger nach dem Verfassungsrecht der UdSSR nicht zu einem derart weitreichenden Schritt wie der Feststellung der Beendigung der Existenz der UdSSR befugt gewesen seien; die sechs Unterzeichner seien weder ein institutionalisiertes Gremium im Rahmen der andauernden Unionsverhandlungen von Nowo-Ogorjewo gewesen noch habe eine Regierung oder ein Parlament ihnen entsprechende Entscheidungsvollmachten erteilt. Sie seien insofern Verschwörer gewesen. Artikel 72 der Sowjetischen Verfassung von 1977, wonach jeder „Unionsrepublik (…) das Recht auf freien Austritt aus der UdSSR gewahrt“, bleibe, war nicht einschlägig, denn diese Vorschrift regelte nicht die Auflösung der Union. Das Abkommen sei „verfassungswidrig und undemokratisch“ (Paul Klebnikow, 1963–2004) gewesen. Es habe sich um einen „Deal über die Verteilung von Territorien und ihren Bewohnern“ gehandelt, der „eine neue Form von Machtverhandlungen, die fortan fester Bestandteil des Präsidentschaftskonzepts der Russischen Föderation sein sollte, geschaffen“ habe. „Man habe sich unter Präsidenten getroffen und sich gegenseitig die Bürger zugeschoben, als verfüge man über sie.“
In der öffentlichen Meinung vor allem in Russland, aber auch in Belarus und Teilen der Ukraine, sei „Belowesch“ für die meisten Menschen immer noch ein Unwort, das für das mit der Auflösung der UdSSR verbundene wirtschaftliche, soziale und staatliche Chaos der 1990er-Jahre statt für Unabhängigkeit, Befreiung und Freiheit stehe. So hielten in einer Umfrage des Lewada-Zentrums im November 2016 fast ein Drittel der Befragten in Russland das „verantwortungslose und unbegründete Komplott von Belowesch“ für die wichtigste Ursache für den Zerfall der UdSSR.
Unter Politikern sind die Meinungen zu den Belowescher Vereinbarungen damals wie heute in hohem Maße unterschiedlich.
Anhänger der Sowjetunion oder einer erneuerten Union bewerten die Belowescher Vereinbarungen damals wie heute fast ausschließlich negativ. Gorbatschow bewertete 1996 das Abkommen der drei Präsidenten in der Belowescher Heide als „grundfalsch“; er habe unablässig, aber erfolglos, vor dem Zerfall der UdSSR gewarnt: "Sie haben die Sowjetunion auseinandergebrochen. Es ging ihnen nur um die Macht." Die Belowescher Vereinbarungen seien ein „Staatsverbrechen“, „Staatsstreich“, „kollektives Verbrechen“, die „verbrecherische Zerstörung des Staates“ gewesen (Nikolai Ryschkow, Vorsitzender des Ministerrats der UdSSR vom 27. September 1985 bis zum 14. Januar 1991); es habe sich um den „Verrat von Belowesch“ und einen „Umsturz“ (Jurij Woronin, 1. Stellvertretender Präsident des Obersten Sowjets der RF 1992 bis 1993) gehandelt.
Die Mehrheit der politischen Eliten des postsowjetischen Raums neigt heute hingegen wohl eher der Auffassung zu, dass die Belowescher Vereinbarungen „nur einen Punkt hinter die Geschichte der UdSSR, die ohnehin nicht mehr zu retten gewesen sei“, gesetzt hätten und dass es, „wenn es die Unterschriften nicht gegeben“ hätte, „zu einem Bürgerkrieg wie in Jugoslawien gekommen wäre“ (Askar Akajew, Präsident von Kirgisistan von 1990 bis 2005). Die Vereinbarungen seien eine notwendige Voraussetzung für Wirtschaftsreformen, die mit Gorbatschow nicht zu machen gewesen wären, gewesen. Sie hätten überdies dazu gedient, den Präsidenten der bisherigen Sowjetrepubliken Vollmachten zu erteilen und die wichtigste Frage zu klären, wer die Macht über die Atomwaffen behalte (Igor Bunin, Experte der Gorbatschow-Stiftung von 1991 bis 1993).
Die unmittelbar am Abkommen Beteiligten und die ihnen Nahestehenden verteidigten das Abkommen in der Folge und drückten ihren Stolz darüber aus, dass sie das „sowjetische totalitäre Imperium“ zerlegt hatten, ohne einen blutigen Bürgerkrieg auszulösen (Gennadi Burbulis). In ähnlicher Weise äußerte sich Präsident George W. Bush, der die Gründung der GUS als „historische Wahl der neuen Staaten der Gemeinschaft für die Freiheit“, die durch die Vereinigten Staaten begrüßt und unterstützt werde, bezeichnete.
Zeitgenössische regierungsnahe Stimmen aus Russland verwerfen weniger die Belowescher Vereinbarungen als solche als den Umstand, dass man die in ihnen steckenden Chancen nicht oder schlecht genutzt habe; vor allem sei damit jedoch ein Weg zur gewaltlosen Auflösung der UdSSR gewiesen worden. Die wohl meistzitierte Einschätzung zum Zerfall der UdSSR stammt von Präsident Wladimir Putin, der während der Augusttage 1991 auf der Seite Jelzins stand, und bezieht sich nicht direkt auf die Belowescher Vereinbarungen, sondern auf die (geo-)politischen Folgen des Zerfalls. Er bezeichnete im April 2005 den Zusammenbruch der UdSSR als „größte geopolitische Katastrophe des Jahrhunderts.“

## Verbleib des Originals der Urkunde
Anfang Februar 2013 teilte Schuschkewitsch dem Daily Telegraph mit, dass das belarussische Außenministerium ihm auf seine Frage nach dem Originaldokument, welches er zur Erstellung seiner Memoiren habe einsehen wollen, zunächst mitgeteilt habe, es verfüge über keine belarussische Sprachversion. Später sei herausgekommen, dass es auch nicht über die russische Originalversion verfüge. Schuschkewitsch äußerte die Vermutung, dass das Originaldokument gestohlen worden ist, was möglicherweise durch laxe archivrechtliche Regelungen erleichtert worden sein könnte.
Es gibt ein Digitalisat der Urkunde.

## Dokumentarfilm
- Der Untergang der Sowjetunion. Film von Ignaz Lozo, Phoenix 2016, Minute 37 bis 49.